# CTA-Arsenal
La CTA-Arsenal est une voiture française conçue en 1946 par le Centre d'étude technique de l’automobile et du cycle (aujourd'hui devenu l'UTAC : Union technique de l'automobile, du motocycle et du cycle), et fabriquée par l'Arsenal d’État de Châtillon. Elle devait être la « monoplace nationale » française qui s’opposerait aux Alfa Romeo lors des courses futures mais le projet fut vite abandonné au vu des résultats catastrophiques lors des tests et de la première course.

## Origine
En 1945, Raymond Sommer, vainqueur des 24 Heures du Mans 1932 et 1933, fait part aux ingénieurs du Centre d'étude technique de l'automobile et du cycle, CTA, de son projet de réalisation d'une voiture qui représenterait la France dans les courses automobiles. Cette intention convainc Marcel Paul, ministre de l'industrie, de débloquer un budget pour permettre au CTA de travailler sur ce projet.
Célèbre pour ses Delage dans les années 1920, Albert Lory est placé à la tête de l'équipe de conception mais n'est en fait responsable que du moteur car il est trop critique par rapport à la conception du châssis et surtout des suspensions qu'il estime être le point faible de la voiture.
En 1947, la voiture participe au Grand Prix de l'ACF alors qu'elle n'est pas au point. La voiture participe à une deuxième et dernière course en 1949 avant que le projet ne soit abandonné et qu'Albert Lory entre chez Renault comme directeur du service de recherches.

## Technique
Albert Lory dessine un moteur V8 en fonte de 1 482 cm3 (alésage x course : 60 x 65,6 mm), deux soupapes, deux bougies par cylindre avec culasses borgnes, quatre arbres à cames en tête et deux compresseurs Roots pour une puissance totale de 215 ch à 6 000 tr/min. Différentes mises au point permirent d'atteindre, en 1948, la puissance maximale de 275 ch à 8 000 tr/min.
Le châssis dispose de suspensions indépendantes avec barres de torsion longitudinale à l'avant et transversale à l'arrière, avec les roues montées sur silent-blocs qui se déplaçait verticalement. La voiture possède des freins hydrauliques à tambour Lockheed ainsi que des roues à rayons Rudge-Whitworth avec un écrou central montés sur des pneus Dunlop 500x17 à l'avant et 700x16 à l'arrière.

## Courses
La voiture effectue ses premiers tests en septembre 1947 à Montlhery et ceux-ci sont désastreux, le châssis étant si mal conçu que la voiture ne peut pas rouler en ligne droite à haute vitesse.
Malgré ces résultats, le gouvernement français veut voir la voiture engagée en compétition afin de savoir si l'argent investi dans cette monoplace l'est à bon escient. La voiture est engagée au Grand Prix de l'ACF de 1947, prévu tard dans l'année mais encore beaucoup trop tôt pour que les hommes de l'arsenal de Châtillon soient prêts.
Lors des qualifications, Raymond Sommer finit à presque une demi-minute du poleman Henri Louveau sur Maserati 4CL. Il s'empare finalement de la treizième place sur quatorze voitures ayant effectué un tour de qualification. Avant le départ du Grand Prix, Sommer espère rester au côté des Delahaye les plus lentes. Dès le départ, l'embrayage cède et Sommer ne franchit même pas la ligne de départ. Cette course est la seule compétition de la CTA-Arsenal qui est néanmoins exposée au Salon de l'Auto en fin d'année au Grand Palais.
Le peu de résultats de la monoplace conduit l'Arsenal à construire une deuxième voiture qui doit participer au Grand Prix de France de 1948. Les voitures sont inscrites par le CTA pour Raymond Sommer et Eugène Martin mais, afin d'éviter une confrontation désastreuse aux Talbot et Alfa Romeo, les engagements sont résiliés.